# Đảo Batan
Batan là hòn đảo chính của quần đảo Batanes, một tỉnh đảo ở Philippines. Đây là đảo lớn thứ hai thuộc quần đảo Batanes, các nhóm cực bắc của đảo trong cả nước. Bốn trong số sáu thành phố của Batanes hòn đảo dài khoảng 20 km, bao gồm cả thủ phủ tỉnh Basco. Các đô thị khác là Ivana, Mahatao và Uyugan.